# San Benedetto in Perillis
San Benedetto in Perillis er en italiensk by (og kommune) i regionen Abruzzo i Italien, med omkring 95(2023) indbyggere.